# Hemipterochilus fairmairi
Hemipterochilus fairmairi är en stekelart som först beskrevs av Henri Saussure 1853.  Hemipterochilus fairmairi ingår i släktet Hemipterochilus och familjen Eumenidae. Inga underarter finns listade i Catalogue of Life.